# Ривас, Хосе Артуро
Хосе Артуро Ривас Мортера (исп. José Arturo Rivas Mortera; родился 18 октября 1984 года в Керетаро, Мексика) — мексиканский футболист, защитник. Выступал за сборную Мексики.

## Клубная карьера
Ривас начал карьеру в клубе УАНЛ Тигрес. 14 ноября 2004 года в матче против «Сантос Лагуна» он дебютировал в Лиге MX. Хосе всегда рассматривался тренерами «тигров», как игрок ротации, поэтому за более чем десять лет пребывания в клубе он сыграл менее двухсот матчей. В 2011 году Ривас стал чемпионом страны, а в 2014 году стал обладателем Кубка Мексики. 27 мая 2015 года в матче Кубка Либертадорес против эквадорского «Эмелека» он забил гол. В том же году Хосе помог тиграм выйти в финал турнира.

## Международная карьера
11 октября 2015 года в матче плей-офф Кубка конфедераций 2017 против сборной США Ривас дебютировал за сборную Мексики, заменив во втором тайме Рафаэля Маркеса.

## Достижения
Командные
 УАНЛ Тигрес
- Североамериканская суперлига — 2009
- Чемпионат Мексики по футболу — Апертура 2011
- Чемпионат Мексики по футболу — Апертура 2015
- Обладатель Кубка Мексики — Клаусура 2014
- Финалист Кубка Либертадорес — 2015